# Ліофілові
Ліофілові (Lyophyllaceae) — родина базидіомікотових грибів порядку агарикальні (Agaricales).

## Класифікація
Родина містить 157 видів у 13 родах[джерело?]:
- Asterophora
- Blastosporella
- Caesposus
- Calocybe
- Gerhardtia
- Hypsizygus
- Lyophyllopsis
- Lyophyllum
- Ossicaulis
- Rugosomyces
- Tephrocybe
- Termitomyces
- Termitosphaera
- Tricholomella